# Priscillina armata
Priscillina armata är en kräftdjursart som först beskrevs av Boeck 1861.  Priscillina armata ingår i släktet Priscillina och familjen Pontoporeiidae. Inga underarter finns listade i Catalogue of Life.